# Gorro de Monómaco

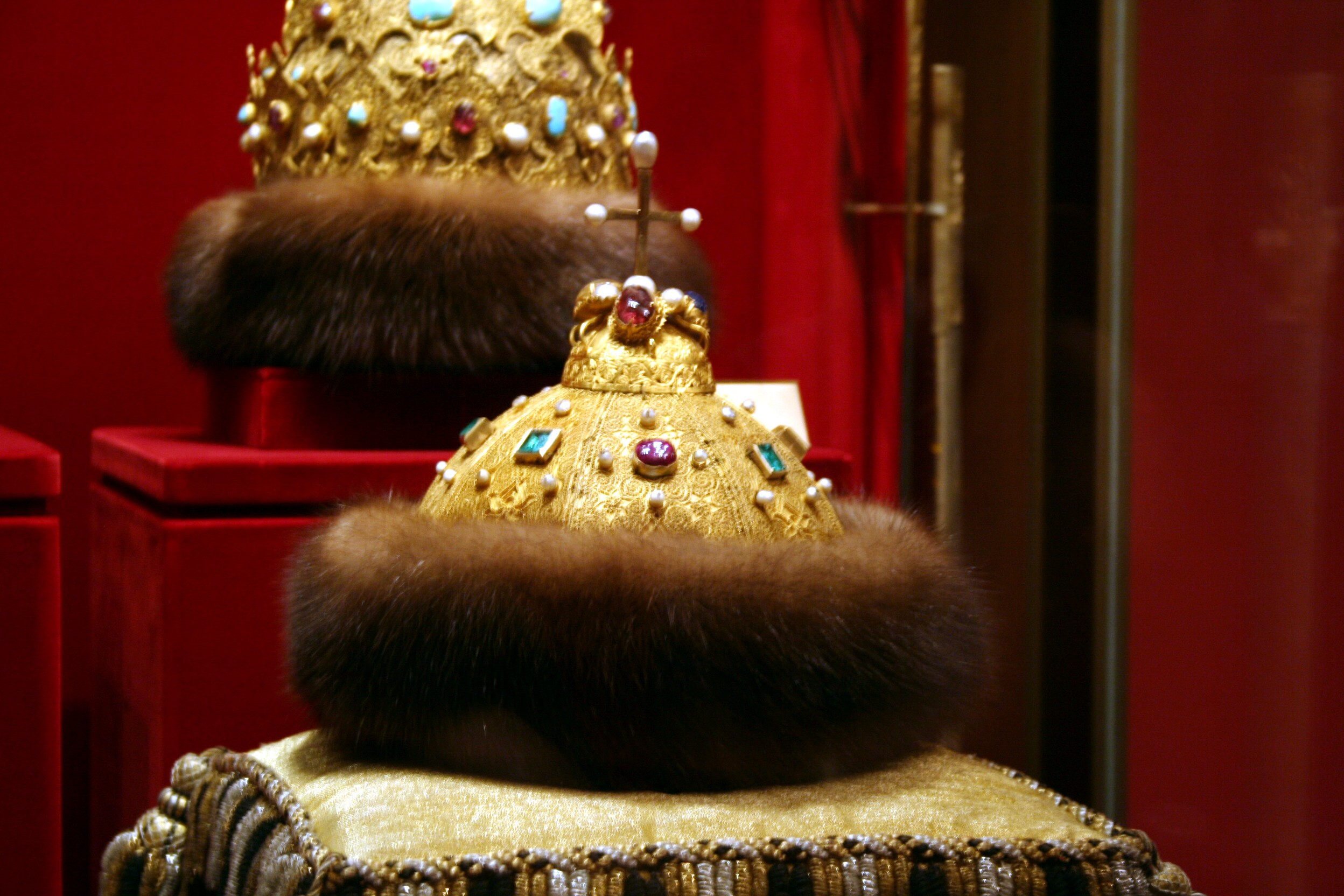
Gorro de Monómaco

El gorro de Monómaco o gorro monómaco (en ruso, Шапка Мономахa, transliterado Shapka Monomaja) es la más antigua de las coronas que se encuentran actualmente en la Armería del Kremlin de Moscú y es uno de los símbolos de la autocracia rusa. Es un gorro de oro compuesto de ocho sectores esmeradamente ornamentados con un revestimiento desplazado de filigrana en oro y bordeados con piel de marta cibelina. Fue la insignia de coronación de los príncipes de Moscú, zares y emperadores, desde Dmitri Donskói hasta Iván V de Rusia. Durante la simultánea coronación de este último y su hermanastro, el futuro Pedro I de Rusia, Pedro portaba una pequeña corona elaborada específicamente para la ceremonia y que asimismo se conserva en la Armería.

## Historia
El gorro es una obra oriental de las postrimerías del siglo XIII o comienzos del XIV. La decoración de remates en la punta, las joyas a los lados y el borde en piel son adiciones tardías del siglo XVI. Algunos historiadores sostienen que el Gorro pudo ser el regalo de Uzbeg Kan bien a Yuri de Moscú o bien a Iván I de Rusia (Kalitá).

### «Leyenda» del Emperador bizantino
La leyenda surge durante el reinado de Iván III de Rusia que reorientó su política exterior desde la Horda de Oro hacia el Imperio bizantino. De acuerdo a la misma,  el gorro fue otorgado a Vladímir II Monómaco —el Gran príncipe de Kiev— por el emperador Constantino Monómaco, en el siglo XII. Desde el siglo XV este hecho histórico se catalogó en Occidente como leyenda debido al Cisma de Oriente acaecido en 1054, que convirtió a Constantinopla en la sede de la Iglesia ortodoxa y al Patriarca de Constantinopla en su patriarca ecuménico.
A partir de Catalina II de Rusia, se ha utilizado la Corona Imperial de Rusia en la ceremonia de entronización de los emperadores rusos.

### Archivos audio
- La Historia del Mundo - Formación de la Santa Madre Rusia

- Datos: Q1421284
- Multimedia: Monomakh's Cap / Q1421284